# Jobriath
Jobriath, případně Jobriath Salisbury nebo Jobriath Boone, vlastním jménem Bruce Wayne Campbell, (14. prosince 1946 – 3. srpna 1983) byl americký glamrockový zpěvák a herec.
Narodil se v Pensylvánii a od dětství hrál na klavír. V šedesátých letech se usadil v Kalifornii, kde v roce 1968 dostal roli Neila „Woof“ Donovana v muzikálu Vlasy. Rovněž působil v kapele Pidgeon, s níž v roce 1969 vydal jedno eponymní album. Sólově debutoval v říjnu 1973 albem Jobriath, na které navázal počátkem roku 1974 albem Creatures of the Street. Obě desky vydala společnost Elektra Records a produkoval je Eddie Kramer. V roce 1975 se hudbě přestal věnovat, plánoval se soustředit na hereckou kariéru. Zemřel v roce 1983 v hotelu Chelsea v New Yorku na AIDS. Otevřeně se hlásil ke své homosexuální orientaci.
Režisér Kieran Turner o něm v roce 2012 natočil celovečerní dokumentární film Jobriath A.D.